# CaixaForum w Barcelonie

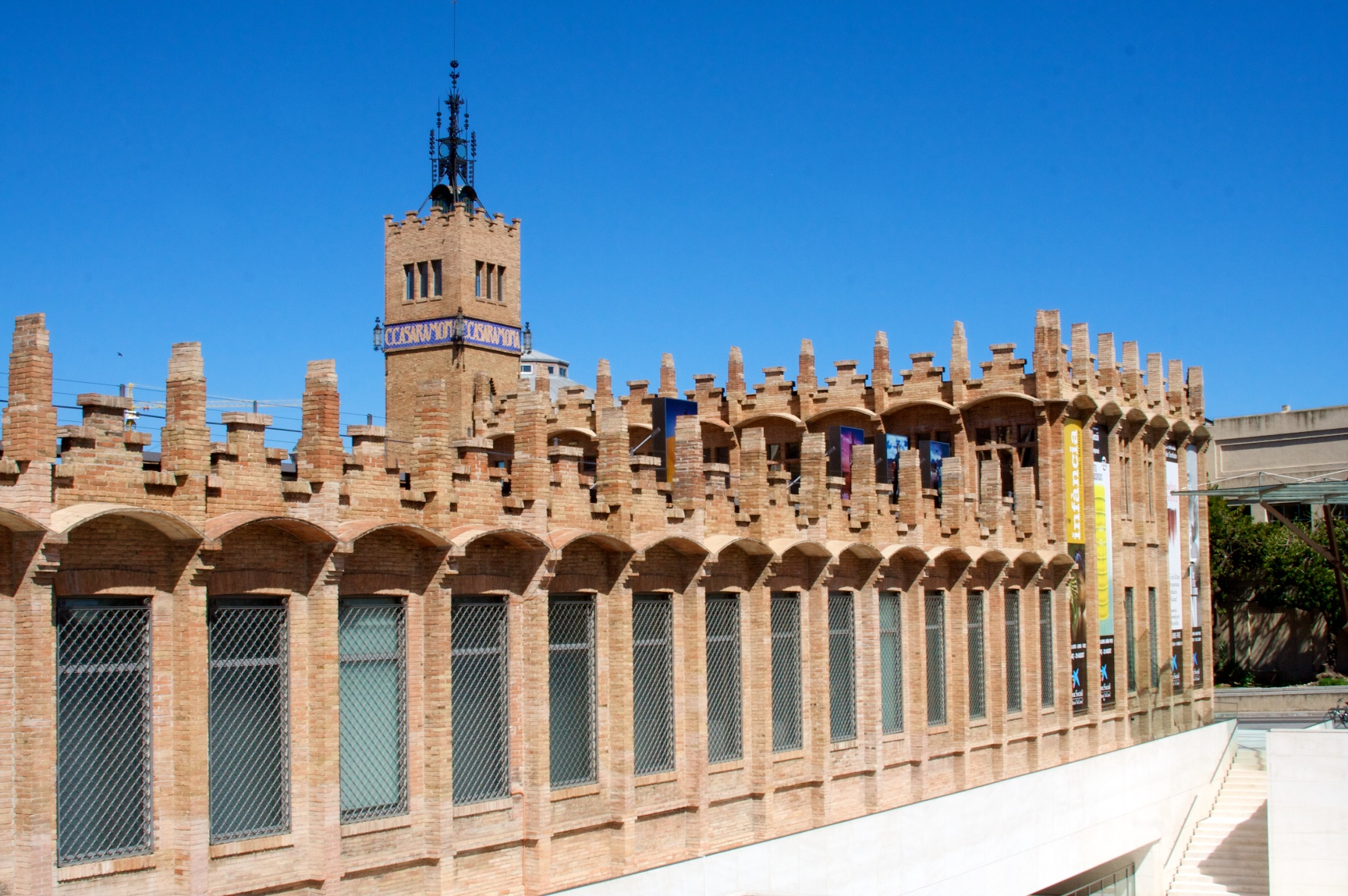
Siedziba CaixaForum w Barcelonie

CaixaForum to centrum kultury prowadzone przez Fundację „la Caixa”. Znajduje się na wzgórzu Montjuïc (Barcelona), w budynku dawnej fabryki Casaramona w stylu secesyjnym, zaprojektowanym przez Josepa Puig i Cadafalch w początkach XX w., a następnie odrestaurowanym na potrzeby swojej nowej funkcji centrum kultury.